# Henri Hardouin
Henri Hardouin (Grandpré, 7 de abril de 1727 - Grandpré, 13 de agosto de 1808) fue un compositor y maestro de capilla francés.

## Vida
Nació en el seno de una familia relativamente modesta de Grandpré, en 1927. Su padre, Lean Hardoüin, era herrador. Su madre, Françoise Livrezeaune, pertenecía a una familia que incluía varios hombres de iglesia.
Ingresó en 1735, a la edad de 8 años, como infante del coro de la capilla de música de la Catedral de Reims gracias a su excelente voz. En la época el coro de infantes cantaba junto a cantores adultos, mientras los infantes recibían una sólida formación musical y general en las escasas plazas que se ofrecían. Allí recibió formación en canto llano (o canto gregoriano) en sus diversas formas, así como en canto de órgano y contrapunto erudito. Posteriormente ingresó en el seminario y en 1749 fue nombrado maître de musique, es decir, maestro de capilla de capilla de música de la Catedral de Reims, por lo que ejerció  tanto de director de coro y como de compositor de este coro, cargo que se había creado a finales del siglo XIII, en 1285. En 1751 fue ordenado sacerdote y en 1776 fue nombrado canónigo del capítulo, lo que le permitió beneficiarse de una prebenda canónica y participar en las deliberaciones capitulares.
De 1749 a 1773 dirigió también la nueva Academia de Música de Reims, asociación municipal de conciertos y enseñanza, instalada en un local contiguo al ayuntamiento. Allí se celebraban conciertos semanalmente. Muy apegado a la liturgia, Henri Hardouin dimitió de este cargo en 1773, en desacuerdo una dirección cada vez más dedicada a la música profana.
Cuando la Revolución francesa prohibió y dispersó los capítulos eclesiásticos en noviembre de 1790, perdió sus funciones e intentó, sin éxito, reconstituir el magisterio en 1794, tras la caída de Robespierre, el fin del Terror y el restablecimiento de la libertad de culto.
Se retiró a Grandpré en 1801. En julio o agosto del mismo año, un concordato, celebrado entre Bonaparte y el papado, restablece la religión católica en Francia y permitió un renacimiento gradual de los magisterios en las catedrales francesas.
Henri Hardouin falleció en Grandpré el 13 de agosto de 1808. Fue enterrado en la iglesia parroquial donde, posteriormente, se colocaron dos placas conmemorativas.

## Obra
Antes de su partida, entregó sus manuscritos a la Catedral de Reims. A pesar de la destrucción, actualmente queda un corpus de unas 400 piezas.
Escribió 18 Leçons de Ténèbres [Lecciones de tinieblas], 46 misas (con y sin acompañamiento), prosa (o secuencias), himnos litúrgicos, motetes y salmos .
Publicó Six messes à 4 voix sans accompagnement [Seis misas a 4 voces sin acompañamiento] (Reims, 1772) y colaboró en 1775, con François Giroust y François Rebel, en la Messe solennelle [Misa solemne] para la coronación de Luis XVI. Sus obras se representaron en Lyon: algunos fueron interpretados en 1759-1760 por la Académie du Concert ubicada en el Palais des Arts, en la Place des Terreaux, cerca del ayuntamiento. Su música también pude escucharse en el Concert Spirituel de París (1765).
Henri Hardouin escribió obras educativas que incluyen un Méthode nouvelle pour apprendre le plain-chant [Nuevo método para aprender el canto llano] (Charleville, 1762 , 3 ed. en 1790, reeditada hasta 1828).
También fue autor de un Bréviaire de Reims [Breviario de Reims] (1759).
Su producción musical ha sido objeto de un trabajo de restitución, realizado bajo la dirección de Jean-Luc Gester, en el marco de su docencia en el departamento de música de la Universidad de Reims.